# Westend (Vesterbro)
55°40′18″N 12°33′6.3″Ø / 55.67167°N 12.551750°Ø
 For alternative betydninger, se Westend. (Se også artikler, som begynder med Westend)
Westend er navnet på en gade på Vesterbro i København. Westend er placeret parallelt mellem Saxogade og Dannebrogsgade. Westend løber fra Vesterbrogade til Matthæusgade hvor der er lukket for gennemkørsel, man kommer let til Istedgade via Dannebrogsgade. Ned mod Matthæusgade støder Westend op til Otto Krabbes Plads, som er tegnet af arkitekterne Lene Tranberg og Boje Lundgaard i 1999.

## Historie
Westend blev oprindeligt tiltænkt og opført som bordelgade, men en lovændring (i 1904) satte en stopper for den plan. Westend blev bl.a. pga. dens centrale beliggenhed i stedet beboet af skuespillere og scenefolk.
Efter byfornyelsen af Westend fremstår den i dag som en dejlig gade – og er i dag et eftertragtet sted at bo.
Mange af de oprindelige forretnings- og butikslokaler er i dag lavet om til lejligheder, men der er dog stadig enkelte i brug – og disse tæller bl.a. flere tøjdesignere, webdesignere, grafikere, blomsterbutik, Brugernes Akademi m.m. Det hedengangne københavnske blad Magasinet Torpedo havde i start-halvfemserne til huse i kælderen nr. 16. I Westend 10 har der bl.a. været bageri-udsalg og en bilforretning; Westend Auto.

## Eksterne links
- Wikimedia Commons har flere filer relateret til Westend (Vesterbro)
- Westend på Google Map